# BRM P153
Chronologie des modèles (1970 - 1972)
BRM P139 BRM P160 (en)
La BRM P153 est une monoplace de Formule 1 conçu par British Racing Motors et engagée en Championnat du monde de Formule 1 1970, 1971 et 1972 par l'écurie officielle et plusieurs écuries privées.

## Historique
En championnat du monde de Formule 1 1970, British Racing Motors termine sixième du championnat constructeur devant Matra et derrière McLaren. Pedro Rodríguez termine septième du championnat pilote devant Chris Amon et derrière Jack Brabham. Reine Wisell se classe seizième devant Ignazio Giunti et derrière Mario Andretti et Jackie Oliver vingtième devant Johnny Servoz-Gavin et derrière John Miles.